# Dihélium
Le dihélium est une molécule de van der Waals composé de deux atomes d'hélium, de formule He2. He2 est la plus grande molécule diatomique connue dans son état fondamental, à cause de sa très grande longueur de liaison (5,2 ± 0,4 nm).
Deux atomes excités d'hélium peuvent aussi être liés l'un à l'autre sous la forme d'un excimère (He2*, avec * signifiant un état excité). Cet excimère a été la première molécule de Rydberg connue. Les deux excimères peuvent s'associer en un groupe excité métastable He*
4, de spin total égal à 2, avec les quatre atomes d'hélium aux sommets d'un rectangle.

## Formation
Le dihélium peut être formé en petites quantités quand l'hélium gazeux se dilate et refroidit en passant par une buse d'expansion. L'isotope 4He peut former des molécules de cette manière ; 3He4He et 3He3He n'existent pas car ils n'ont pas d'état lié stable. La quantité du dimère formée dans le gaz dilaté est de l'ordre de 1 %.